# بطولة أندية كرة اليد الأسترالية
بطولة أندية كرة اليد الأسترالية هي حدث رياضي في أستراليا مقسم إلى قسمين : الأول هو مسابقة كرة اليد الشاطئية والثاني هو مسابقة كرة اليد داخل الصالات والتي يشارك فيها أبطال الولايات في كرة اليد. الفائز في بطولة داخل الصالات يتأهل لتمثيل أستراليا في كأس أبطال أوقيانوسيا لكرة اليد.
أول فائز ببطولة كرة اليد داخل الصالات كان فريق نيوساوث ويلز الذي مقره جامعة سيدني بعد فوزه على فريق فيكتوريا.